# Acaudina bacilla
Acaudina bacilla is een zeekomkommer uit de familie Caudinidae.
De wetenschappelijke naam van de soort werd in 1981 gepubliceerd door Gustave Cherbonnier & Jean-Pierre Féral.